# Maison canoniale de Provins
La maison canoniale est une maison située à Provins, en France.

## Localisation
La maison est située dans la ville-haute de Provins, en Seine-et-Marne, à l'angle de la place Saint-Quiriace et de la rue Pierre-Ythier.

## Historique
La maison canoniale date du XIIe siècle. Elle fait à l'origine partie du cloître de la collégiale Saint-Quiriace.
L'édifice est inscrit au titre des monuments historiques en 1942.